# Leonhard Korus
Leonhard Martin Korus (* 16. Februar 2002 in Köln) ist ein deutscher Eishockeyspieler, der seit Juli 2025 bei den Krefeld Pinguinen aus der DEL2 unter Vertrag steht und dort auf der Position des Verteidigers spielt. Zuvor war Korus unter anderem für die Iserlohn Roosters in der Deutschen Eishockey Liga (DEL) aktiv.

## Karriere
Leonhard Korus stammt aus dem Nachwuchs des Kölner EC. Per Förderlizenz wurde er in der Saison 2020/21 zum EC Bad Nauheim in die DEL2 und in der folgenden Spielzeit 2021/22 zur EG Diez-Limburg in die Oberliga geschickt. Im September 2022 unterzeichnete er einen mehrjährigen Vertrag bei den Iserlohn Roosters, verbrachte die Saison 2022/23 zunächst in der nordamerikanischen Nachwuchsliga NAHL. Dort war er bei den Corpus Christi IceRays einer der punktbesten Verteidiger und Assistenzkapitän.
Im Sommer 2023 kehrte er nach Deutschland zurück und feierte für die Roosters sein Debüt in der Deutschen Eishockey Liga. Den Großteil der Saison verbrachte er aber wiederum per Förderlizenz in der Oberliga. Dort war er zunächst für den Herner EV aktiv, bei dem er mit sechs Scorerpunkten und einer Plus/Minus-Bilanz von +10 nach acht Spielen zu den Leistungsträgern gehörte. Im Januar 2024 erhielt er eine Förderlizenz für die Hannover Scorpions, bei denen er bis zum Saisonende blieb und in der Oberliga Vizemeister wurde. Zur Saison 2024/25 wechselte der Verteidiger für ein Jahr zu den Ravensburg Towerstars in die DEL2 und von dort im Sommer 2025 zum Ligarivalen Krefeld Pinguine.

## Karrierestatistik
Stand: Ende der Saison 2024/25
(Legende zur Spielerstatistik: Sp oder GP = absolvierte Spiele; T oder G = erzielte Tore; V oder A = erzielte Assists; Pkt oder Pts = erzielte Scorerpunkte; SM oder PIM = erhaltene Strafminuten; +/− = Plus/Minus-Bilanz; PP = erzielte Überzahltore; SH = erzielte Unterzahltore; GW = erzielte Siegtore; 1 Play-downs/Relegation; Kursiv: Statistik nicht vollständig)